# Hněvošický háj
Hněvošický háj je přírodní rezervace poblíž obce Hněvošice v okrese Opava v Opavské pahorkatině. Oblast spravuje Agentura ochrany přírody a krajiny ČR. Nově vyhlášeno Nařízením Moravskoslezského kraje ze dne 26. června 2018.
Důvodem ochrany je mozaika lesních porostů dubohabřin se zastoupením vegetace polonských dubohabřin, karpatských dubohabřin a acidofilních doubrav s výskytem významných druhů rostlin a živočichů karpatské oblasti s výrazným zastoupením břízy pýřité (Betula pubescens) a ostřice hubené (Carex strigosa). 

## Další informace
Místo je celoročně volně přístupné  a je zde také okružní naučná stezka Hněvošický háj. Archeologický výzkum doložil pravěké lidské osídlení několika kultur.

## Galerie

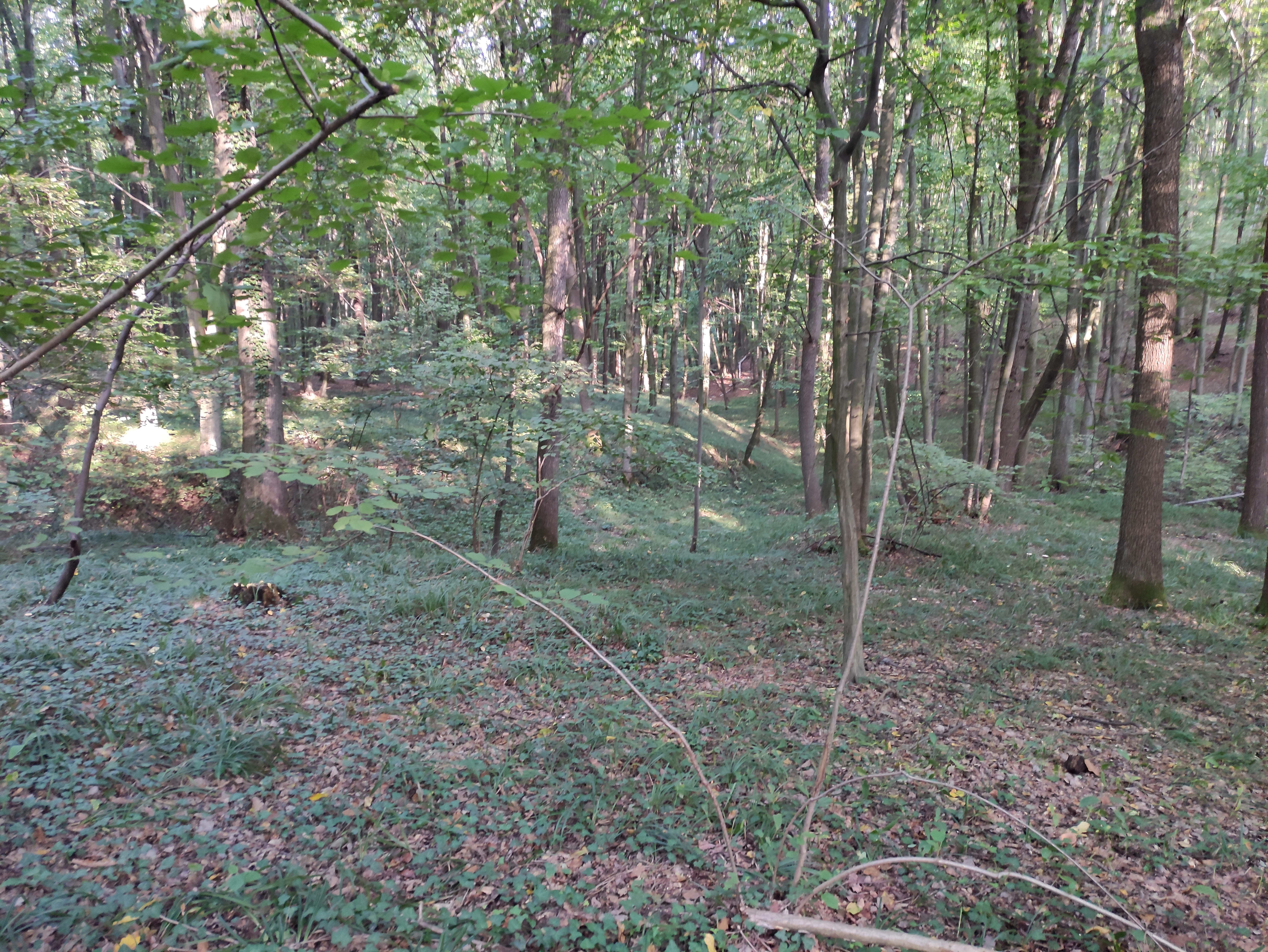
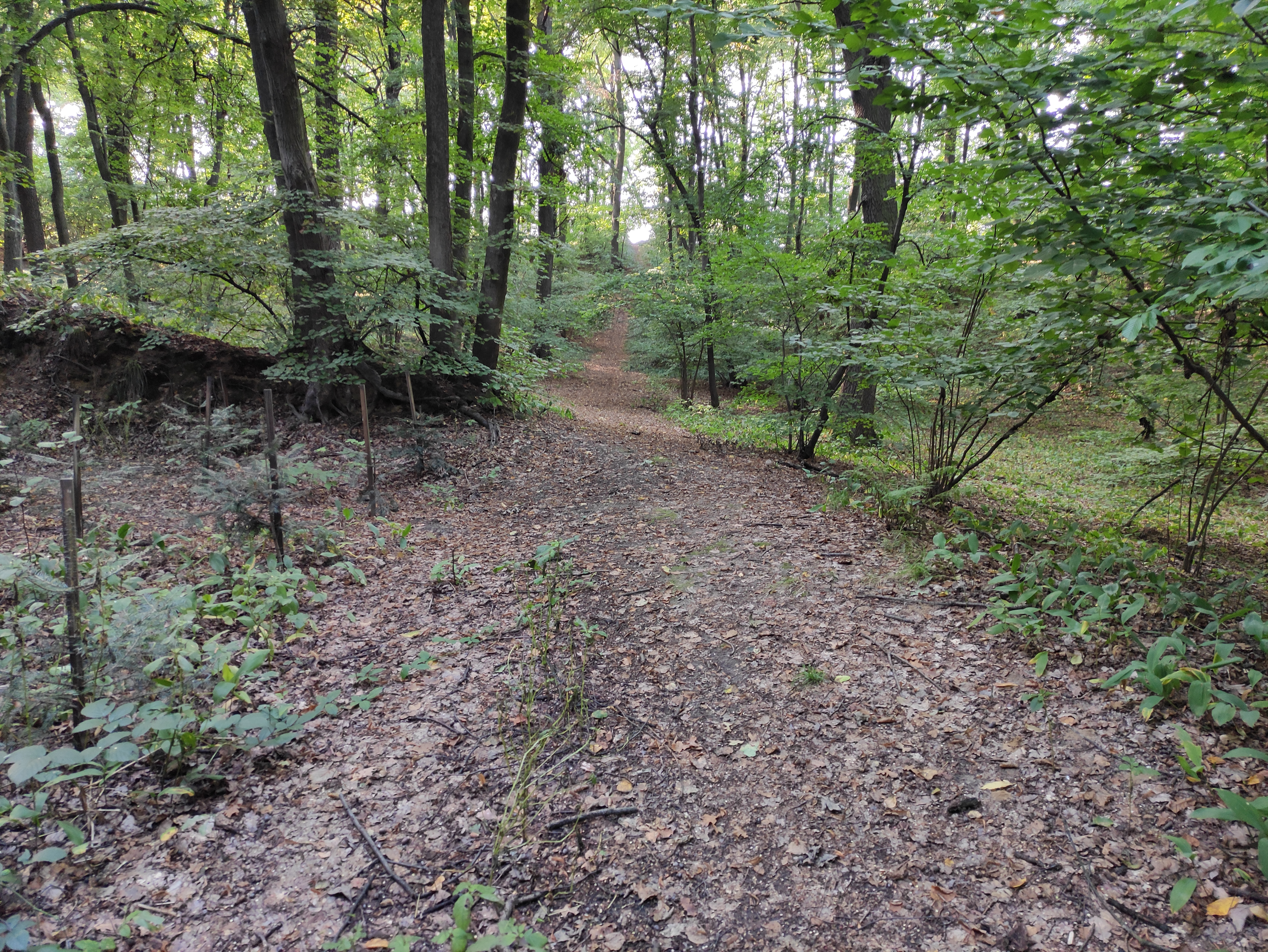
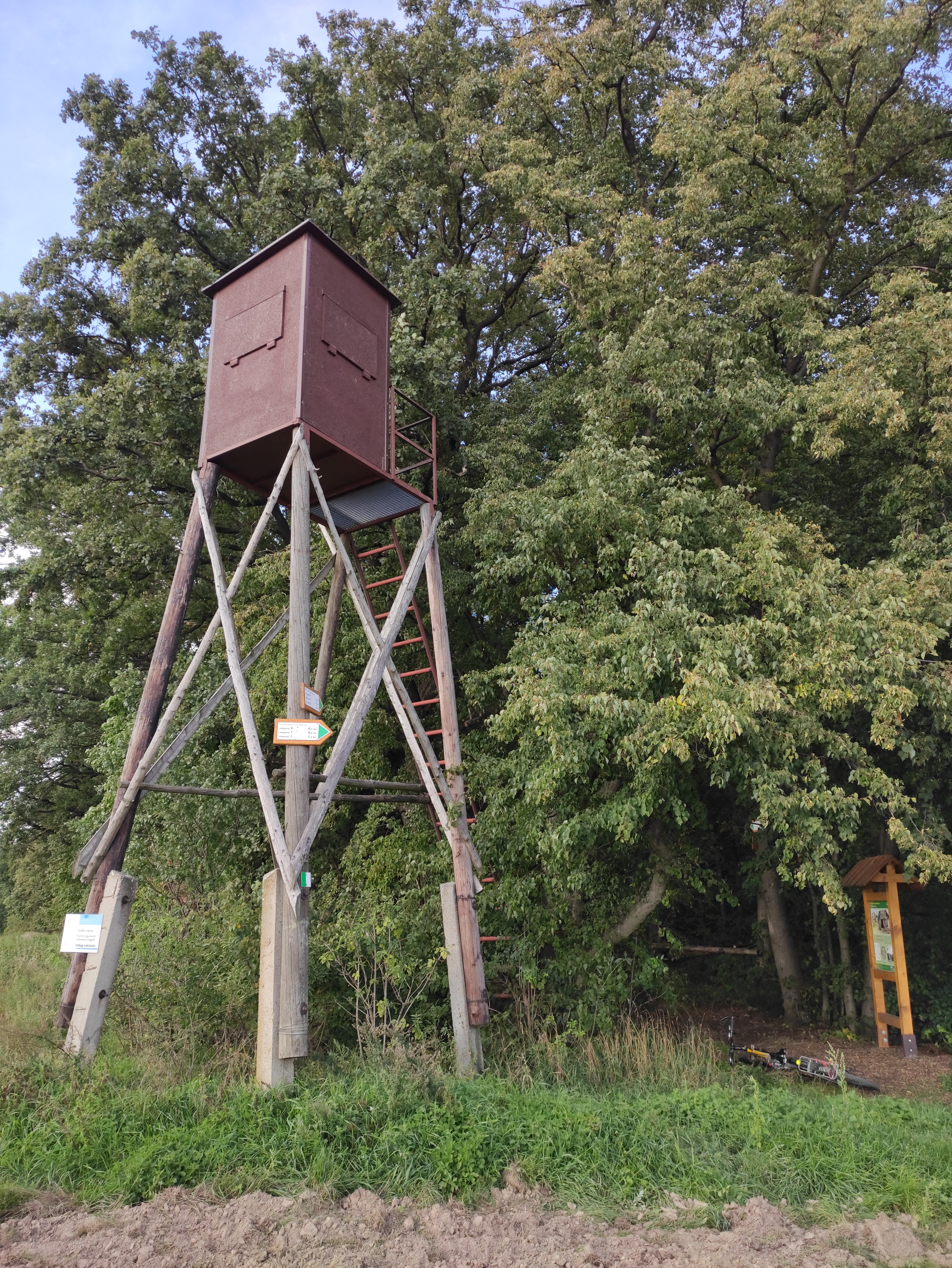